# Khopi
Khopi (nep. खोपी) – gaun wikas samiti w środkowej części Nepalu w strefie Dźanakpur w dystrykcie Mahottari. Według nepalskiego spisu powszechnego z 2001 roku liczył on 1295 gospodarstw domowych i 6940 mieszkańców (3352 kobiet i 3588 mężczyzn).